# Bitwa pod Stănilești
Bitwa pod Stănilești – bitwa, która miała miejsce w dniach od 20 do 22 lipca (9 do 11 lipca - według starego kalendarza) 1711 roku. Było to główne i decydujące starcie zbrojne w czasie tzw. „wyprawy nad Prut”, czyli wojny pomiędzy Carstwem Rosyjskim a Imperium Osmańskim, będącej teatrem południowoeuropejskim III wojny północnej.
Sułtan turecki Ahmed III wypowiedział wojnę Rosji 2 grudnia (20 listopada) 1710 roku. Rosja zawarła sojusz z panującym w Mołdawii hospodarem Dymitrem Kantemirem i późną wiosną 1711 roku skierowała część wojsk pod wodzą feldmarszałka Borysa Szeremietiewa za Dniestr, na teren Mołdawii. Rosjanie ruszyli na Isakczę w celu opanowania przepraw na Dunaju.
Otrzymawszy wiadomości o podejściu dużych sił tureckich do Dunaju Szeremietiew cofnął swoje siły na północ, w kierunku na Jassy, gdzie 6 lipca (25 czerwca) podeszły główne siły rosyjskie pod dowództwem Piotra I. Armia turecka wielkiego wezyra Baltadżi Mehmeda Paszy (ok. 100-120 tysięcy wojska i 440 dział) dnia 29 (18) czerwca przeprawiła się przez Dunaj koło Isakczy i na lewym brzegu Prutu połączyła się armią chana krymskiego Dawlet Gireja II (kilkadziesiąt tysięcy konnicy). Piotr I skierował siedmiotysięczny oddział konnicy gen. K.E. Roennego na Braiłę. Dnia 11 lipca (30 czerwca) Piotr I z głównymi siłami (38 tysięcy Rosjan, 5 tysięcy Mołdawian i 114 dział) ruszył wzdłuż prawego brzegu Prutu. Do spotkania z wojskami tureckimi (idącymi lewym brzegiem tej rzeki) doszło w pobliżu Falczi. Rosjanie nie czując się na siłach do podjęcia bitwy postanowili cofnąć się na północ. Ich wojska były osłabione przez brak żywności, paszy, a także dotkliwe upały. Dnia 18 (7) lipca Turcy przeprawili się przez Prut i (mimo ewidentnego tchórzostwa wezyra) wstępnym bojem zaatakowali Rosjan. Szarpane walki podjazdowe trwały przez dwa kolejne dni (19–20/8–9 lipca), kiedy to Rosjanie dotarli w okolice Stănilești.
Pod tą miejscowością, a w oparciu o rzekę Prut i sąsiednie bagna, wojska rosyjskie okopały się w umocnionym obozie, który natychmiast  został okrążony przez Turków (20/9 lipca). Pierwszy szturm obozu został odparty przez Rosjan. Straty Turków wyniosły około ośmiu tysięcy żołnierzy, a Rosjan około trzech tysięcy. Szturmy janczarów trwały dalej, jednak nie przynosiły żadnych skutków. Tym niemniej sytuacja wojsk rosyjskich zamkniętych w obozie od samego początku przedstawiała się krytycznie ze względu na brak amunicji, żywności i wody pitnej, utratę znacznej części koni i taboru oraz wszechobecny fetor. Dało o sobie znać złe przygotowanie aprowizacyjne Rosjan widoczne od samego początku kampanii. Ponadto odwrót był niemożliwy, gdyż obóz rosyjski został otoczony ze wszystkich stron (za rzeką stróżowało 15 tysięcy Tatarów, Turków i Polaków Józefa Potockiego). Jednocześnie Turcy zaprzestali bezowocnych szturmów i postanowili poczekać na podciągnięcie swojej artylerii (blisko pół tysiąca dział). Car Piotr uległ załamaniu nerwowemu. Postanowił prosić Turków o rozejm oferując duże ustępstwa (zwrócenie Szwedom wszystkich zdobyczy nadbałtyckich poza Ingrią, przekazanie im Pskowa, uznanie Stanisława Leszczyńskiego za króla Polski). Jednocześnie obecna w obozie carowa Katarzyna przesłała wezyrowi łapówkę w postaci futer i klejnotów (ostatecznie rzekomo nie przyjętą). Stanisław Poniatowski (doradca w obozie tureckim z ramienia króla szwedzkiego) nakłaniał wezyra do wytrwania przekonując, że lada dzień wojska rosyjskie poddadzą się zupełnie i wraz z carem znajdą się w niewoli. Baltadżi Mehmed Pasza (człowiek wyjątkowo słabego charakteru) chciał jednak zakończyć działania wojenne jak najszybciej.
Dnia 22 (11) lipca rozpoczęto rozmowy (którym rozpaczliwie próbował przeszkodzić S. Poniatowski). W ich wyniku następnego dnia został podpisany traktat prucki, na mocy którego car m.in. obiecywał zwrócić Turcji Azow oraz zobowiązał się do zburzenia kilku twierdz nad Morzem Azowskim (Taganrogu, Bogorodicku i Kamiennej Łachy), przekazywał Turcji protekcję nad Kozaczyzną Zaporoską i deklarował ewakuowanie wojsk rosyjskich z Rzeczypospolitej oraz nie mieszanie się w jej wewnętrzne sprawy. Ogólne warunki rozejmu były nawet lżejsze niż zakładali sami Rosjanie. W zamian car uzyskał możliwość wycofania z Mołdawii swoich wojsk oraz części wojsk mołdawskich na czele z Kantemirem.
Dnia 24 (13) lipca do obozu tureckiego przybył pospiesznie Karol XII (przebywający w niedalekich Benderach) czyniąc wezyrowi gorzkie wyrzuty z powodu zaprzepaszczenia tak wielkiej szansy na całkowite pokonanie Rosjan. Było już jednak za późno. 
Warunki rozejmu pruckiego nie zostały przez Rosjan dotrzymane a tym samym nie zakończyły ostatecznie wojny, która formalnie trwała do 1713 roku. Zakończył ją dopiero traktat adrianopolski w większości potwierdzający ustalenia zawarte w 1711 roku.